# Луканіко
Лука́ніко (грец. λουκάνικο) — традиційні для грецької кухні свинячі купати, зазвичай трохи підсушені або прикопчені, приправлені фенхелем та апельсиновою цедрою.
Луканіко часто подається як мезе, нарізані шматочками і смажені, іноді із саганакі або будь-яким іншим гарніром — це залежить від регіональних кулінарних особливостей. На основі луканіко готують спетзофаї (грец. σπετζοφάϊ).

## Етимологія назви
Назви страви «луканіко» походить від луканіка — назви коротких, свинячих сільських ковбасок, традиційних для кухні Стародавнього Риму. Ця страва була привнесена солдатами або рабами, які походили із нижньо-італійської області Луканія. В Греції слово «луканіко» ввійшло в ужиток щонайменше у IV столітті.